# Gilbert Simondon
Gilbert Simondon (2 de octubre de 1924, Saint-Étienne, Francia - 7 de febrero de 1989, Palaiseau, Francia) fue un filósofo francés,  influyente en el estudio de las técnicas y tecnologías. Es conocido por su teoría de la individuación, fuente principal de inspiración para Gilles Deleuze y, más recientemente, Bernard Stiegler.

## Biografía
Gilbert Simondon realizó sus estudios secundarios en el liceo de Saint-Étienne. Posteriormente, prepara en el liceo Parc de Lyon, el concurso para ingresar en la École Normale Supérieure de París, donde es admitido en 1944. Allí, sigue los cursos de Martial Guéroult, Maurice Merleau-Ponty, Jean Hyppolite, George Canguilhem, Jean-Toussaint Desanti. Trabaja como docente en física y filosofía de forma simultánea en el liceo de Descartes situado en la ciudad de Tours, hasta que en 1958 defiende su tesis doctoral del Estado, que consiste en dos trabajos: La individuación a la luz de las nociones de forma y de información y Sobre el modo de existencia de los objetos técnicos. El primero de ellos solo fue publicado por partes hasta 2005, cuando, debido a la repercusión de su pensamiento, se publica en forma completa.
En 1955 comienza a impartir clases en la Université de Poitiers hasta que en 1963 es nombrado profesor de la Sorbonne y en la Universidad de París V, donde dirige durante 20 años un laboratorio de psicología general y de tecnología.
En los años 80, ya retirado de la enseñanza, es invitado por Jaques Derrida a unirse al colegio Internacional de Filosofía. Simondon advierte de la exclusión a priori de “un pensamiento acerca de la técnica y de la religión” en los puntos del programa, necesarios para poder refundar la Filosofía. El colegio Internacional de Filosofía incluirá un tiempo más tarde a la Filosofía de la Técnica dentro de sus intereses. 
La obra de Simondon actualmente despierta gran interés en los ámbitos humanísticos, a pesar de que gran parte de su trabajo esté consagrado a la Física y a la Biología.

## Pensamiento
A partir de su trabajo Gilbert Simondon se adentra en una “zona oscura” del pensamiento occidental, replanteándose y disolviendo las relaciones entre el pensamiento y la acción. Pasando por varios puntos, en un primer lugar su interés se centra en la integración de las ciencias de la naturaleza y las ciencias del espíritu. En segundo lugar, estudia la importancia de la noción científica de información, entendida como algo inmaterial pero con propiedades estructurantes, que reúne a seres vivos en general, seres humanos y seres artificiales en un mismo grupo. En tercer lugar dirige su atención al estudio de la imagen del pensamiento, que define como un “pensamiento en devenir” por lo tanto sin imagen. “como participación en lo que el mundo es y no en lo que necesitamos que sea” y por último se acerca a las ideas de ética, moral y acción. El sujeto ético y moral de Simondon es un sujeto que no atiende al “deber ser”, ya que nunca es el mismo sujeto y debe ser capaz de valorar y adaptarse a cada situación.

### Principio de Individuación
Simondon integra las dos vías por las cuales puede ser abordada la realidad del Ser como individuo, el sustancialismo y el hilemorfismo, situándose en su punto común “el principio de Individuación”. Este término tiene una larga tradición filosófica y se refiere a aquello que hace de un individuo algo absolutamente único. Simondon integra devenir y singularidad en su teoría, atendiendo a las condiciones en las que el individuo se "individúa", observando la totalidad de relaciones que intervienen en este proceso y no solo el producto de dicha individuación. De hecho, para él no existen individuos (que serían una interrupción del devenir), sino realidades preindividuales, transindividuales o interindividuales, y es en este lugar donde reside su singularidad.
“La Individuación es un hecho, es para cada átomo su propia existencia dada, y para lo compuesto el hecho de que lo es en virtud de un encuentro azaroso”(G. Simondon, 2009)

#### “No hay Ser sino Devenir, o Devenir del Ser”
Se presupone una sucesión temporal, en primer lugar existe “el principio de individuación”, que interviene en una operación de individuación de la que resulta el individuo constituido, pero relativo. Es preciso considerar al Ser, no como sustancia, materia, o forma, sino como un sistema tenso, sobresaturado, por encima del nivel de la unidad.  

Una característica del ser es su capacidad de desfasarse en relación consigo mismo y de resolverse en este desfase, fruto de una incompatibilidad inicial rica en potenciales que son fuente de futuros estados metaestables. A partir de esta sobresaturación inicial el ser homogéneo, pronto se estructura y deviene, conservando estas tensiones y potenciales en forma de una estructura, y posibilitando nuevas individuaciones.
“Se debe considerar toda verdadera relación como teniendo rango de ser, y como desarrollándose al interior en una nueva individuación”(G. Simondon, 2009)

### La Individuación
La Individuación se da en tres niveles: físico, vital y psíquico-colectivo.
“Cuando el ser preindividual se individua, expresa la individuación y permite pensarla, es pues una noción metafísica a la vez que lógica. Permite entender las condiciones sistémicas de la individuación, la resonancia interna y la problemática psíquica. Lógicamente puede ser empleada como una especie de paradigmatismo analógico, para pasar de la individuación física, a la orgánica y de esta a la individuación psíquica y finalmente a lo transindividual subjetivo y objetivo” (G. Simondon, 2009)
“Los procesos de individuación psíquica se construyen junto con los procesos de individuación colectiva, sobre un fondo de individuación vital que, a su vez, se construye sobre un fondo de individuación física“ (G. Simondon, 1989)
Realidad y relatividad se integran como dos aspectos de la individuación ya que la individuación no es absoluta sino que es una expresión de la existencia psicosocial del hombre, sin embargo a pesar de esta relatividad, la individuación no es arbitraria, se liga a un aspecto de los objetos que ella considera, evitando dejar de lado otros puntos de vista, en los cuales pueden encontrarse los demás aspectos de la individuación. Por lo tanto, la individuación es un conjunto de caracteres intrínsecos relacionados en primer sentido, en relación con un conjunto de caracteres extrínsecos también relacionados. No se puede distinguir lo extrínseco de lo intrínseco, porque el individuo de Simondon es relación activa, que se inicia a partir de un sistema de resonancia interna.

#### La Individuación Física
Para explicar la individuación en el nivel físico, Simondon toma como ejemplo la génesis del cristal. En el nivel físico, la resonancia interna caracteriza el límite del individuo que se está individuando , este individuo físico esta activo solo en su periferia, solo en su límite, por lo que no posee una verdadera interioridad. Lo que es interior, es genéticamente anterior y conlleva un pasado radicalmente pasado, aun cuando este está creciendo. 
Teniendo en cuenta que un gran número de hechos de formación, de génesis y de composición pueden ser pensados según el esquema hilemórfico, Simondon examina sus fundamentos para llegar a la siguiente conclusión: 
“ lo que hace que un ser sea el mismo, diferente de todos los demás, no es su materia ni su forma sino la operación a través de la cual su materia ha adquirido forma en un cierto sistema de resonancia interna” (G.Simondon,1964) 
Encontramos en este punto el aspecto fundamental de la individuación física; la individuación no está ligada a la identidad de una materia, sino a una modificación de estado.

#### La Individuación de los seres vivientes
El ser viviente posee parcialmente en sí mismo su propio principio de individuación que se convierte en principio de una individuación posterior, es siempre un devenir entre dos individuaciones, lo individuante y lo individuado están en relación
En el dominio de lo Viviente, existe un orden de resonancia interna más complejo, que exige una comunicación permanente. Se da una individuación a través del individuo que resuelve problemas, no solo adaptándose al medio sino modificando su relación con el y modificándose el mismo, creando nuevas estructuras internas. El individuo viviente tiene una verdadera interioridad. Su interior es constituyente, ya que estas transformaciones se producen en él, en una red de información.
“Esta mediación interior puede intervenir como relevo con relación a la mediación externa que realiza el individuo viviente, lo que le permite a lo viviente poder comunicar un orden de magnitud cósmica con un orden de magnitud infra-molecular” (G. Simondon, 1964)

#### La Individuación psíquica-colectiva
El psiquismo y lo colectivo son constituidos por individuaciones que llegan tras la individuación vital.
“El psiquismo es persecución de la individuación vital en un ser que, para poder resolver su propia problemática, está obligado a intervenir el mismo como elemento del problema a través de su acción, como sujeto”(G. Simondon, 1989)

## Influencia
La teoría de la individualización de Simondon a través de la transducción en un entorno metaestable fue una influencia importante en el pensamiento de Gilles Deleuze, cuya Différence et répétition (1968), Logique du sens (1969) y L'île déserte (2002) hacen referencia explícita a la obra de Simondon. Gilbert Simondon: une pensée de l'individuation et de la technique (1994), las actas de la primera conferencia dedicada a la obra de Simondon, detalla su influencia en pensadores como François Laruelle, Gilles Châtelet, Anne Fagot-Largeau, Yves Deforge, René Thom y Bernard Stiegler. Este último ha situado la teoría de la individuación de Simondon en el corazón de su proyecto filosófico en curso. 
Actualmente, Simondon puede verse como una gran influencia en el trabajo de eruditos como Paolo Virno, Jean-Hugues Barthélémy, Thierry Bardini, Luciana Parisi, Brian Massumi, Adrian Mackenzie, Muriel Combes, Carl Mitcham, Andrew Feenberg, Isabelle Stengers, Thomas LaMarre, Bruno Latour,Yuk Hui y Anne Sauvagnargues.

## Obras en francés
- Du mode d'existence des objets techniques , París, Aubier, 1958, 1968, 1989.
- L'individu et sa genèse physico-biologique (l'individuation à la lumière des notions de forme et d'information), París, P.U.F., 1964
- L'individuation psychique et collective , París, Aubier, 1989.
- L'Invention dans les techniques, Cours et conferences, Éd. du Seuil, 2005, coll. "Traces écrites".
- L'Individuation à la lumière des notions de forme et d’information, Ed. Jérôme Millon, 2005, coll. "Krisis".
- Cours sur la perception, Editions de la Transparence, 2006.
- Imagination et invention, Editions de la Transparence, 2008
- Communication et information. Cours et conférences, Editions de la Transparence, 2010.
- Sur la techhique, París, Presses Universitaires de France, 2014.

## Obras en español
- Sobre la psicología, Editorial Cactus, 2019.
- Sobre la filosofía, Editorial Cactus, 2018.
- El modo de existencia de los objetos técnicos, Prometeo libros, Buenos Aires, 2018, 3ª edición.
- Sobre la técnica, Editorial Cactus, 2017.
- Comunicación e información. Cursos y conferencias, Editorial Cactus, 2016.
- La individuación a la luz de las nociones de forma y de información, Editorial Cactus, Buenos Aires, 2015, 2ª edición.
- Imaginación e invención, Editorial Cactus, Buenos Aires, 2015.
- Curso sobre la percepción, Editorial Cactus, 2011.

## Película
François Lagarde y Pascal Chabot realizaron una película sobre Simondon: Simondon du désert. Con Anne Fagot-Largeault, Arne De Boever, Dominique Lecourt, Gilbert Hottois, Giovanni Carrozzini, Jean-Hugues Barthelemy, Jean Clottes y música de Jean-Luc Guillonet.